# Anthocercis anisantha
Anthocercis anisantha är en potatisväxtart. Anthocercis anisantha ingår i släktet Anthocercis och familjen potatisväxter.

## Underarter
Arten delas in i följande underarter:
- A. a. anisantha
- A. a. collina